# Макдермотт, Чарли
Чарльз Джо́зеф (Ча́рли) Макде́рмотт—мла́дший (англ. Charles Joseph "Charlie" McDermott Jr., род. 6 апреля 1990, Уэст-Честер) — американский актёр, наиболее известный по своей роли Акселя Хэка в комедийном телесериале «Бывает и хуже».

## Жизнь и карьера
Чарли Макдермотт родился 6 апреля 1990 года в Уэст-Честере, штат Пенсильвания. Он дебютировал в 2004 году с небольшой ролью в фильме «Таинственный лес» и в последующие годы появился в нескольких других фильмах и телешоу, таких как «Десять» и «Сексдрайв». Его прорывом стала роль сына Мелиссы Лео в номинированном на премию «Оскар» фильме 2008 года «Замёрзшая река». Он получил номинацию на премию «Независимый дух» за лучшую мужскую роль второго плана за свою роль в фильме.
В 2008 году он получил роль старшего сына героини Патриции Хитон в комедийном сериале телеканала ABC «Бывает и хуже».

## Фильмография

### Телевидение
| Год       | Название                            | Роль            | Примечания                                                                                  |
| --------- | ----------------------------------- | --------------- | ------------------------------------------------------------------------------------------- |
| 2004      | Windy Acres                         | Young Gerald    | 7 эпизодов                                                                                  |
| 2005      | Franklin Charter                    | Wes             |                                                                                             |
| 2008      | Офис / The Office                   | Student         | 4 сезон 17 серия (1 эпизод)                                                                 |
| 2008      | Generation Gap                      | Corey Miller    | 4 сезон 13 серия                                                                            |
| 2009      | Captain Cook’s Extraordinary Atlas  | Pale Boy        |                                                                                             |
| 2009      | Медиум / Medium                     | Brandon Whitman | 1 эпизод                                                                                    |
| 2009      | Little Hollywood                    | Richie Seaman   |                                                                                             |
| 2009      | Частная практика / Private Practice | Bobby Douglas   | 1 эпизод                                                                                    |
| 2009      | Safe Harbor                         | David Porter    |                                                                                             |
| 2009—2018 | Бывает и хуже / The Middle          | Axl Heck        | Номинация — Премия «Молодой актёр» за лучший актёрский ансамбль в комедийном сериале (2011) |
| 2019      | Невозможно поверить                 | Unbelievable    |                                                                                             |

### Кино
| Год  | Название                                        | Роль                | Примечания                                                                |
| ---- | ----------------------------------------------- | ------------------- | ------------------------------------------------------------------------- |
| 2004 | Таинственный лес / The Village                  | 10-Year-Old-Boy     |                                                                           |
| 2005 | Keeping Up with the Kids                        | Sneaky              |                                                                           |
| 2006 | Disappearances                                  | Wild Bill Bonhomme  |                                                                           |
| 2007 | Десять заповедей / The Ten                      | Jake Johnson        |                                                                           |
| 2007 | All Along                                       | Tom Harrison        |                                                                           |
| 2008 | Holy Sapien                                     | Phineas             |                                                                           |
| 2008 | Замёрзшая река / Frozen River                   | Troy J. 'T.J.' Eddy | Номинация — Премия «Независимый дух» за лучшую мужскую роль второго плана |
| 2008 | Сексдрайв / Sex Drive                           | Andy                |                                                                           |
| 2010 | Машина времени в джакузи / Hot Tub Time Machine | Chaz                |                                                                           |
| 2010 | Prep School                                     | Collin Craig        |                                                                           |
| 2010 | Bond of Silence                                 | Ryan Aldridge       |                                                                           |